# تومي ميريت
تومي ميريت (بالإنجليزية: Tommy Merritt)‏ هو سياسي أمريكي، ولد في 27 فبراير 1948 في كيلغور في الولايات المتحدة. حزبياً، نشط في الحزب الجمهوري. وقد انتخب عضو مجلس نواب تكساس.